# テンジ
テンジは、八丈島に伝わる民話・昔話に登場する妖怪。

## 民話
かつて八丈島の山奥には、防災のための山小屋があったが、夜になるとここにテンジが現れ、小屋の番人の耳や足をつねるなどのいたずらをしていた。番人が驚いてテンジを怒鳴りつけても、テンジは「ヒャッ、ヒャッ」と笑いながら逃げて行くだけだった。
ある晩、美しい少女が村の名主の娘を名乗り、ぼたもちの差し入れといって重箱を届けに来た。山番は、こんな夜に娘が1人で山を訪れるわけがない、テンジに違いないと考えた。重箱を受け取ると見せかけ、娘を小屋に引き入れようと手をつかむと、その手は竹で出来ていた。山番がナタで竹の手を斬り落とすと、テンジは悲鳴を上げて逃げていった。残された重箱にはぼたもちではなく、牛の糞が入っていた。
翌晩、テンジが自分の手を求めて小屋へやってきたので、山番は小屋に残されていた竹の手を投げ付けてやった。テンジは手を受け取り、いつもの笑い声を上げて山へ帰って行った。
その年、八丈島を大飢饉が襲った。山番の番人も飢えに耐えかね、小屋で死を待つばかりだった。ある夜、小屋に何かが投げ入れられたような音がした。よく見るとそこには、山芋や木の実がどっさりとあった。
番人はテンジがくれた物と確信して礼を言うと、いつものようなテンジの笑い声と、山の方へ駆けて行く足音が聞こえた。番人はその食料の差し入れのおかけで、飢饉を乗り越えて生き延びたという。